# Бухарест-Північний
44°26′47″ пн. ш. 26°04′27″ сх. д. / 44.446367° пн. ш. 26.074208° сх. д.
Північний вокзал Бухаре́ста (рум. Gara București Nord) — головний залізничний вокзал Бухареста та найбільший залізничний вокзал Румунії. Переважна більшість магістральних поїздів до Бухареста та з нього відправляються саме звідси.
Бухарест-Північний є кінцевою станцією для всіх основних ліній і має вісім платформ і чотирнадцять колій.
Станція обслуговується Бухарестським трамваєм, а також кількома тролейбусами та автобусами. Також є станція Бухарестського метро, яка розташована безпосередньо під вокзалом і з'єднана ескалаторами. Тут проходять лінії М1 і М4.

## Історія
Початковий Північний залізничний вокзал побудований між 1868—1872 роками. Перший камінь закладено 10 вересня 1868 року в присутності короля Румунії Кароля I. Будівлю спроєктували як П-подібну споруду. Перша залізниця Роман — Галац — Бухарест — Пітешть введена в експлуатацію 13 вересня 1872 року. У 1895—1896 роках напередодні візиту імператора Австро-Угорщини Франца Йосифа побудували нове крило вокзалу, яке включало «Королівський зал». Станція спочатку називалася Gara Târgoviștei і отримала свою нинішню назву в 1888 році.
До середини 1930-х колії станції виходили за межі сучасної площі в групу вагонних майстерень. Ці майстерні знесли, щоб звільнити місце для будівлі Міністерства шляхів сполучення, будівництво якого почалося в 1938 році і закінчилося в 1950 році. У 1938 році завершено другий корпус у стилі ар-деко.
Станцію та її околиці сильно бомбардували союзники у квітні 1944 року під час кампанії, спрямованої на знищення лінії постачання Осі. Станція була вирішальним пунктом у румунській залізничній мережі та головним пунктом відправлення військ, що прямували на Східний фронт (див.: Бомбардування Бухареста під час Другої світової війни).
Під час комуністичної ери станція отримала низку модернізацій, таких як часткова електрифікація 16 лютого 1969 року, з подальшим розширенням між 1978 і 1984 роками, а згодом повна електрифікація.
У посткомуністичну епоху станцію і далі модернізували, провели капітальний ремонт платформи (заміна плитки на асфальт у 2006—2010 роках), видалення «тимчасового» пішохідного мосту, побудованого в 1927 році (замінений на Басарабський шляхопровід у 2009 році) та заміна оригінальних дисплеїв перекидним табло на світлодіодні екрани (2018 рік).
Під час російського вторгнення в Україну у 2022 році, починаючи з 27 лютого 2022 року, станція слугувала координаційним пунктом для українських біженців.

## Поточний стан
Станція має 14 колій і 8 платформ.
Станція обслуговує близько 200 маршрутів, включно з внутрішніми, які обслуговують Căile Ferate Române, Regiotrans і Transferoviar Călători, а також міжнародні поїзди до великих міст Європи, зокрема Будапешт, Кишинів, Стамбул, Софія, Відень та інші.
Станція обслуговується кількома автобусними (105, 123, 133, 178, 182, 282), тролейбусними (65, 79, 86, 62, 85, 93, 96), трамвайними (44, 45) лініями, а також станцією метро Gara de Nord. Станція додатково з'єднана поїздами CFR і TFC з міжнародним аеропортом Анрі Коанде.

## Галерея

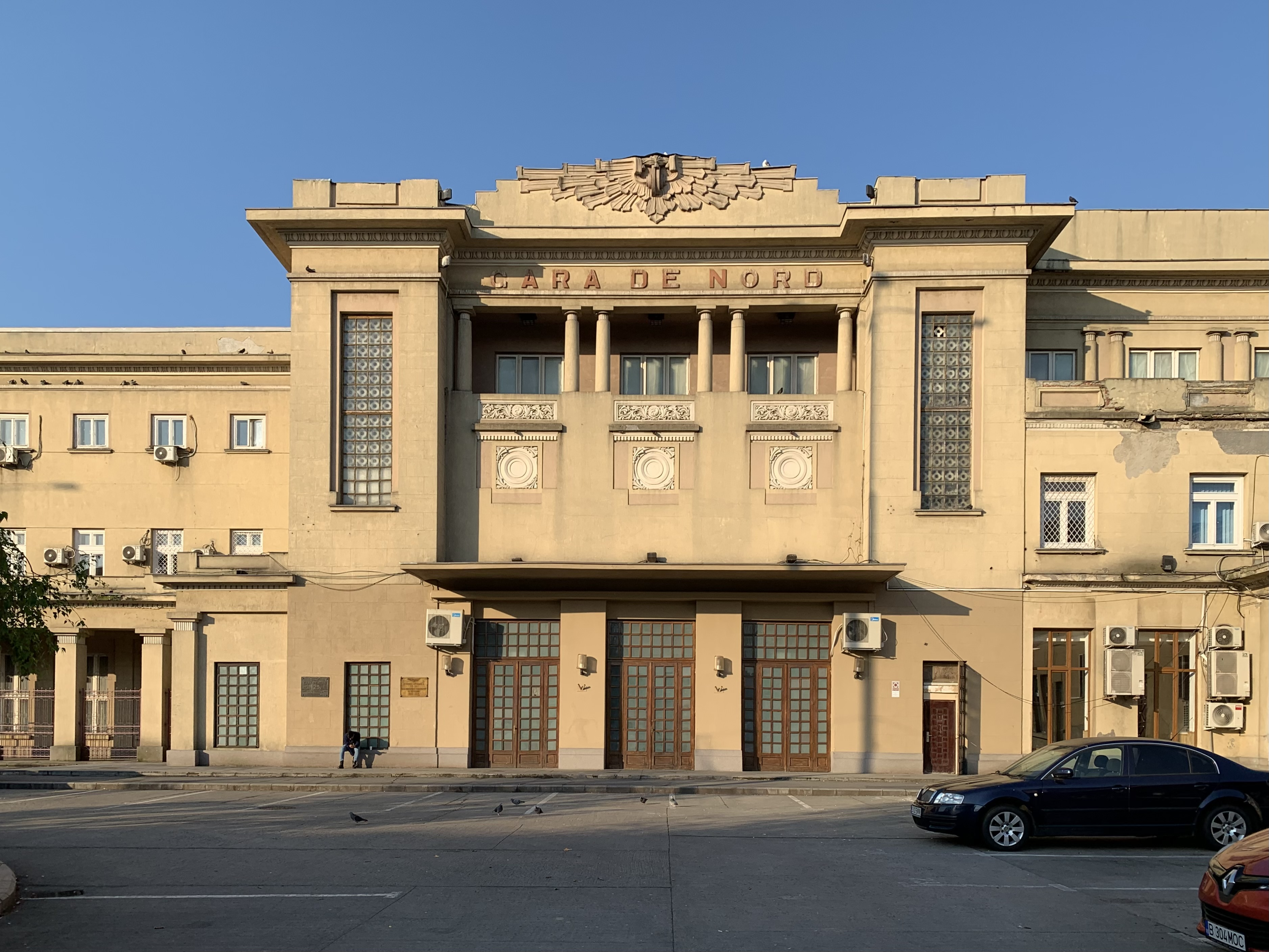
Тильний фасад будівлі вокзалу
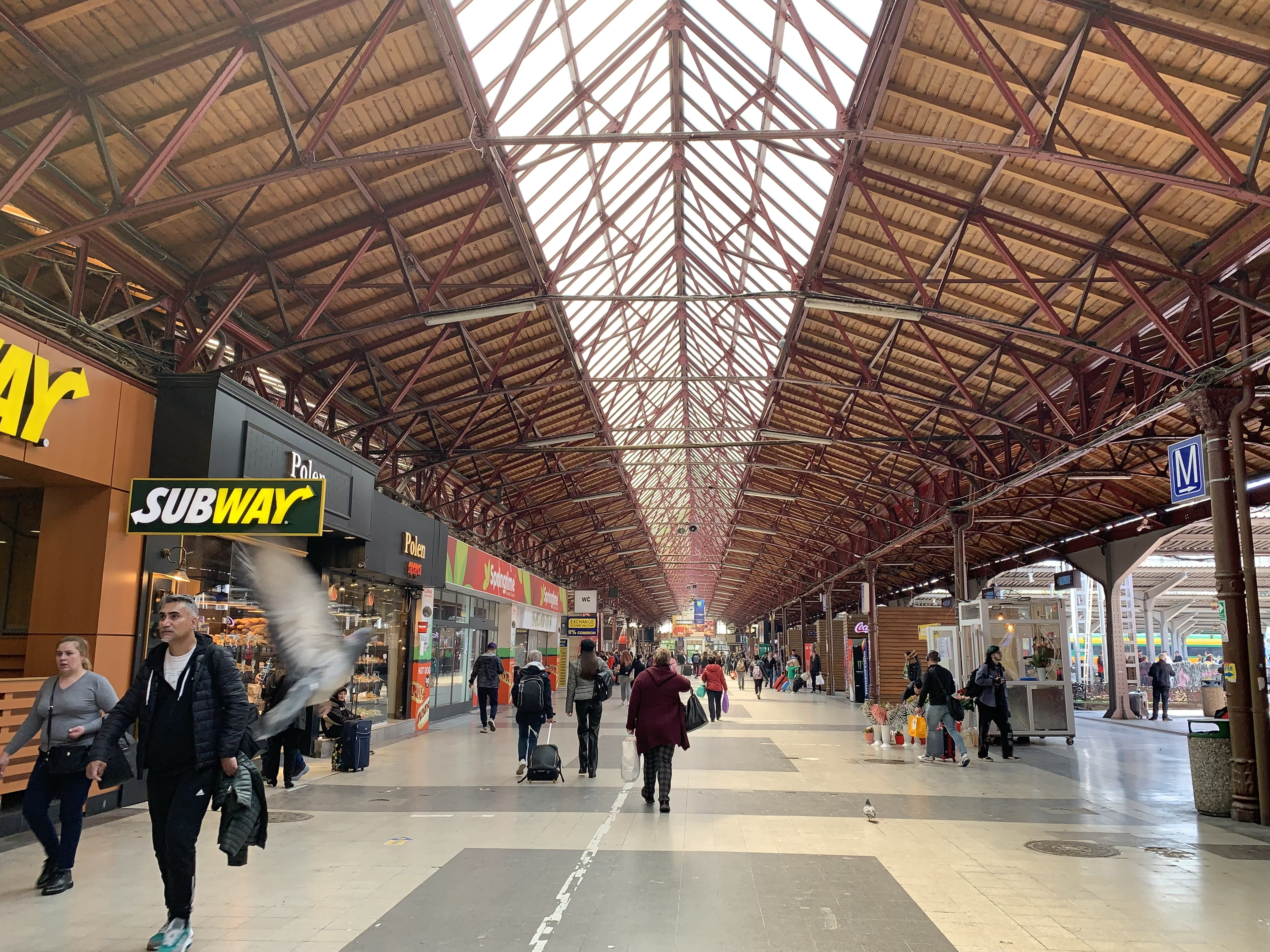
Інтер'єр станції
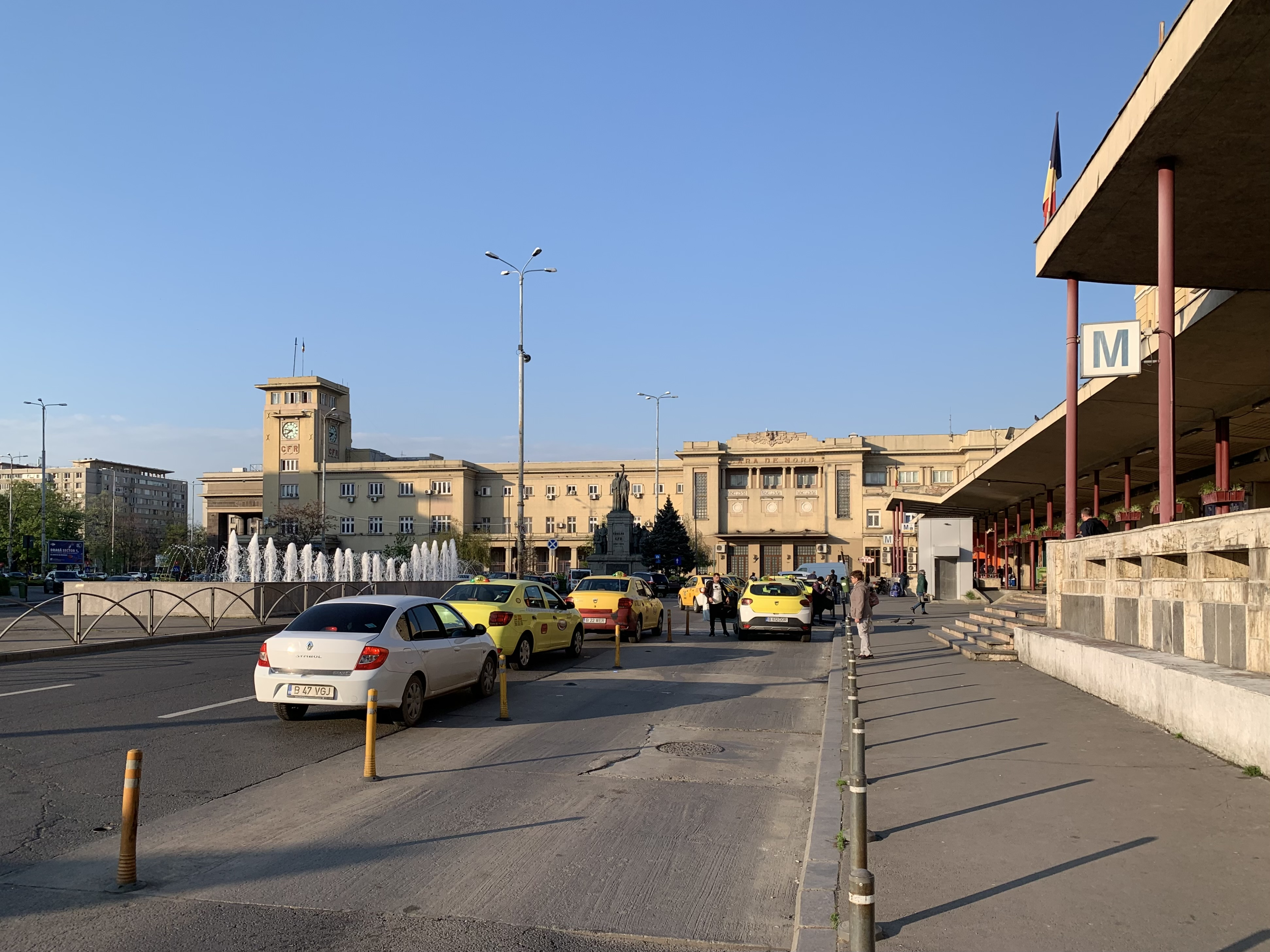
Задній фасад будівлі вокзалу з праворуч входом на станцію метро Gara de Nord
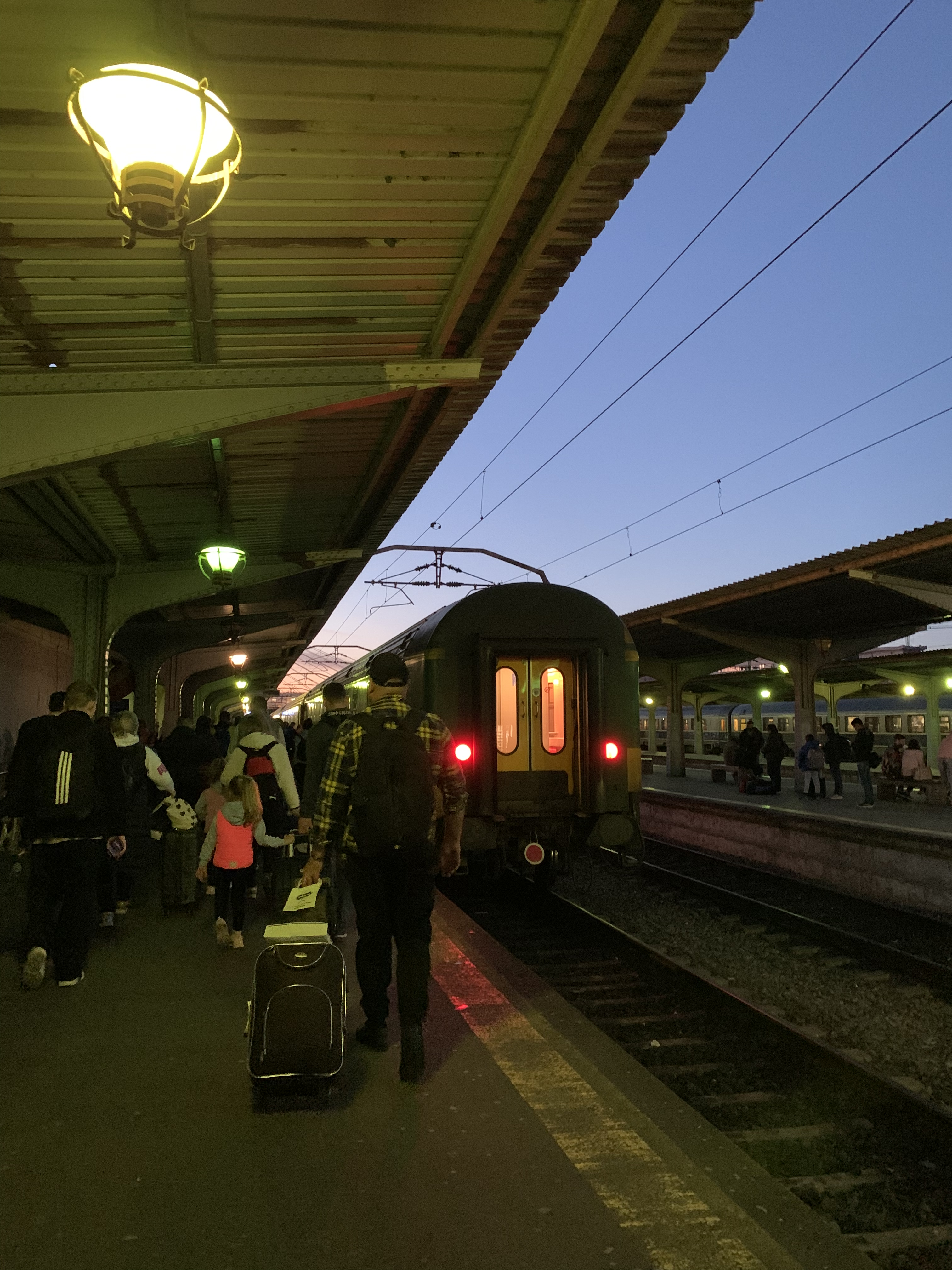
Поїзд Astra Trans Carpatic[de] на станції